# Distrito militar (Alemania)

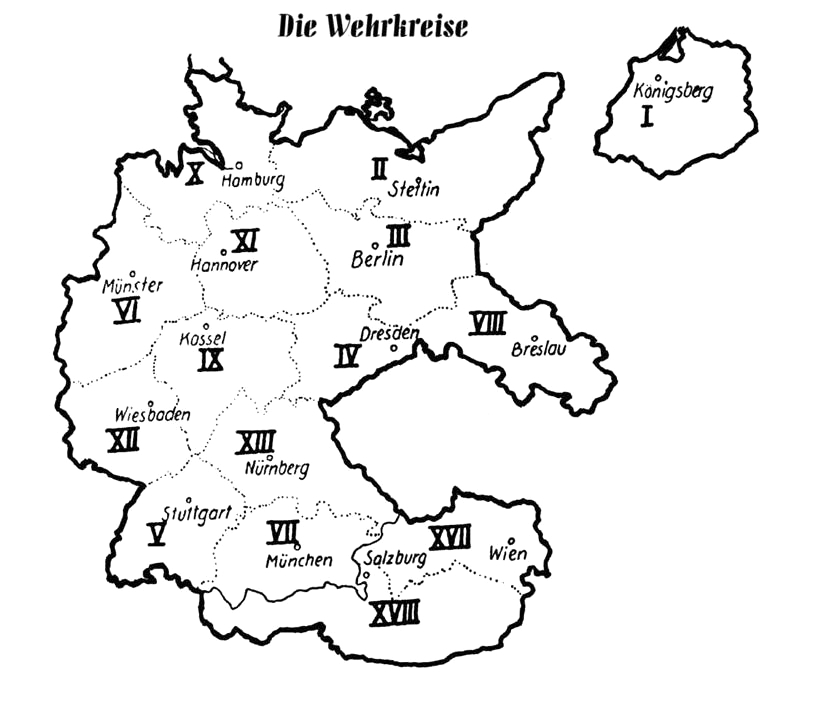
Los Distritos militares (Wehrkreise) después del Anschluss (1938).

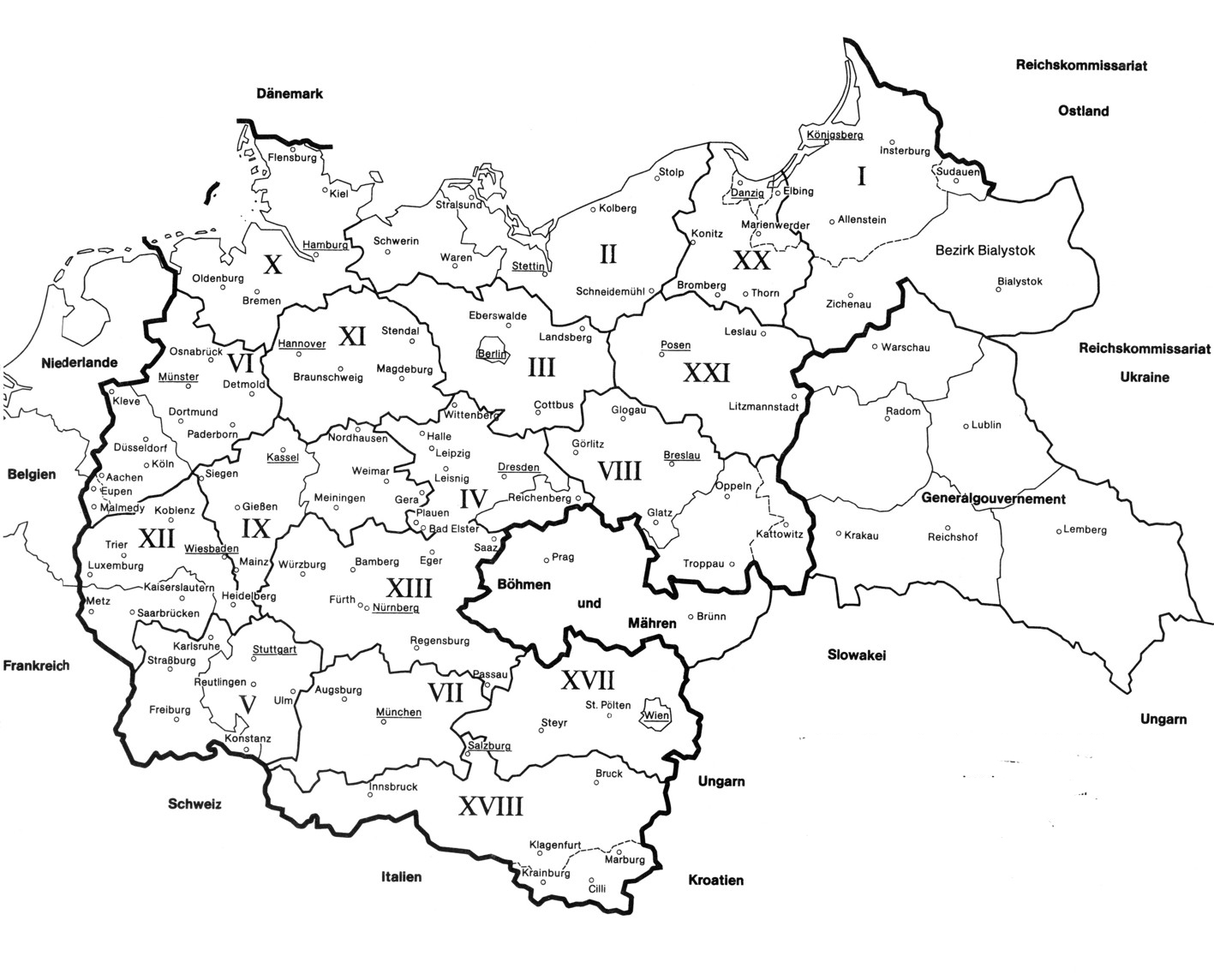
Mapa de los Wehrkreise en 1943-1944.

Durante la II Guerra Mundial, Alemania tenía un sistema de distritos militares (del alemán: Wehrkreis) para liberar a los comandantes de campo de cuanto trabajo administrativo fuera posible y para proporcionar un flujo regular de suministros y de reclutas con su entrenamiento al Ejército de Campo. El Ejército de Tierra (Oberbefehlshaber des Heeres) tenía un funcionamiento separado del Comando nacional (Heimatkriegsgebiet). Las responsabilidades de entrenamiento, conscripción, suministros, y equipos estaban confiados a este Comando nacional.
En tiempos de paz, los Wehrkreis eran la sede de los Cuerpos de Infantería del mismo número y de todas las unidades subordinadas a ese Cuerpo. Los cuerpos de comando también comandaban los Wehrkreis. El mando de los Wehrkreis pasó al segundo comandante del cuerpo al estallar la guerra.
Antes del inicio de la guerra, también había cuatro Cuerpos de Ejército Motorizados (en efecto, personal para controlar la formación de las unidades Panzer, ligeras y pesadas). Estos no tenían distritos militares correspondientes, pero eran servidos (en cuanto a conscriptos y suministros) por los distritos en los que los Cuerpos o sus unidades subordinadas tenían sus cuarteles generales. Estos Cuerpos eran:
- XIV. Armeekorps (mot.) - XIV Cuerpo de Ejército (Motorizado)
- XV. Armeekorps (mot.) - XV Cuerpo de Ejército (Motorizado)
- XVI. Armeekorps (mot.) - XVI Cuerpo de Ejército (Motorizado)
- XIX. Armeekorps - XIX Cuerpo de Ejército

Cada Wehrkreis controlaba un Wehrbezirk Hauptquartier ("Cuartel General del Distrito Militar") y un Wehrersatzbezirk Hauptquartier ("Cuartel General del Distrito Militar Alternado"). (Estos Bezirk como cuarteles generales correspondían a distritos políticos civiles que caían dentro del área del Wehrkreis.) Estos a su vez controlaban Bereich Hauptsitze ("Cuarteles generales de Área"), que controlaban Unterregion Hauptsitze ("Cuarteles generals de subregión").
Al inicio de la guerra, existían quince Distritos en Alemania. Durante la guerra, se añadieron cuatro, y algunos Distritos añadieron nuevos territorios conquistados de otros países por Alemania.

## Historia
Los distritos militares correspondían en su función a los antiguos distritos de cuerpo (con el último estatus en tiempos de paz de 24 distritos para los 25 cuerpos de ejército) del Ejército del Imperio alemán. De acuerdo con las disposiciones del Tratado de Versalles, promulgado en 1919 tras el fin de la guerra, el Reichswehr inicialmente tenía siete distritos militares, cada uno de los cuales tenía su propio comandante de distrito militar y comandante de las siete divisiones de infantería con numeración idéntica. Las autoridades de comando superiores eran los Comandos de Grupo 1 (Berlín) y 2 (Kassel). Cada distrito militar también tenía oficinas responsables de reemplazar y abastecer a estas unidades del ejército. La zona a lo largo del Rin, que había sido desmilitarizada según el Tratado de Versalles, estuvo exenta de la división del distrito militar hasta 1936, cuando el gobierno nazi recuperó la soberanía sobre la región.
Como parte del rearme de la Wehrmacht durante la época de la Alemania nazi, el número de divisiones de infantería se triplicó en 1934, inicialmente de forma secreta, hasta alcanzar las 21. Los comandantes de los distritos militares asumieron así la función de comandante general de un cuerpo de ejército compuesto por tres divisiones cada uno. La exposición de estas unidades recién formadas se produjo con la proclamación de la soberanía militar en marzo de 1935. El número de distritos militares aumentó a 13 en 1937 con el establecimiento de nuevas unidades, en combinación con diversas reorganizaciones territoriales. A partir de 1936, la Fuerza Aérea de la Wehrmacht contó con una división territorial (no siempre idéntica) en distritos aéreos. Los números XIV a XVI se reservaron para los llamados cuerpos de ejército motorizados, destinados a liderar las "tropas rápidas" (divisiones de infantería motorizada, divisiones ligeras y divisiones blindadas), por lo que se omiten del recuento.
Tras el Anschluss de Austria en 1938, se formaron los distritos militares XVII (Viena) y XVIII (Salzburgo), a los que se añadió una comandancia general del XIX Cuerpo de Ejército (motorizado). Durante la movilización antes de la invasión de Polonia en 1939, las comandancias de los distritos militares formaron las comandancias generales de los cuerpos de ejército, dejando atrás las llamadas comandancias generales adjuntas, a las que estaban subordinadas las tropas de reemplazo en el respectivo distrito militar. Tras la formación anexión de Danzig y Wartheland, se añadieron los distritos militares XX (Danzig) y XXI (Posen). También había dos comandancias generales adjuntas, una en el Protectorado de Bohemia y Moravia y otra en el Gobierno General de Polonia. El Gobierno General formó su propio distrito militar a partir de septiembre de 1942. Después de la campaña occidental de 1940, los distritos militares V (Stuttgart), VI (Münster) y XII (Wiesbaden) se ampliaron para incluir los territorios ocupados de Alsacia, parte de Lorena, Eupen-Malmedy y partes de Luxemburgo, que estaban bajo administración civil alemana como territorios ocupados ("CdZ") y estaban destinados a la integración en el Reich.
Al comienzo de la guerra, Hitler designó por decreto a los Gauleiters del NSDAP como los llamados Comisionados de Defensa del Reich en los distritos militares. Estos comisionados, especialmente en la fase final de la guerra, adquirieron amplia autoridad sobre los comandantes de los distritos militares. En diciembre de 1942, estos Comisionados de Defensa del Reich también asumieron la responsabilidad de los distritos del NSDAP, de modo que cada Gauleiter era también Comisionado de Defensa del Reich.
Desde finales de 1937, los distritos militares también sirvieron como división de las áreas de poder de los altos mandos de las SS y de la policía, para lo cual, además de los números de distrito militar, se utilizaron también los nombres de las secciones superiores de las SS correspondientes.

## Lista de distritos militares y Cuarteles Generales subordinados
| Distrito militar                   | Área | Sede       | Cuarteles Generales subordinados |
| ---------------------------------- | --- | ---------- | --- |
| Distrito Militar I (Königsberg)    | Prusia (Prusia Oriental, Memel, y Bialystok)                                                                                        | Königsberg | Tilsit, Gumbinnen, Treuburg, Bartenstein, Braunsberg, Allenstein, Sudauen, Lötzen, Zichenau |
| Distrito Militar II (Stettin)      | Mecklemburgo y Prusia (Pomerania)                                                                                                   | Stettin    | Köslin, Stolp, Kolberg, Neustettin, Deutsch Krone, Woldenburg/Neumark, Swinemünde, Preußisch Stargard, Greifswald, Stralsund |
| Distrito Militar III (Berlín)      | Prusia (Brandeburgo) y Sajonia (parte de Neumark)                                                                                   | Berlín     | |
| Distrito Militar IV (Dresde)       | Sajonia, el este de Turingia, y el norte de Bohemia                                                                                 | Dresde     | |
| Distrito Militar V (Stuttgart)     | Württemberg, parte de Baden, y Alsacia                                                                                              | Stuttgart  | |
| Distrito Militar VI (Münster)      | Prusia (Westfalia y norte de Renania), Lippe y el distrito de Eupen-Malmedy de Bélgica                                              | Münster    | |
| Distrito Militar VII (Múnich)      | Sur de Baviera | Múnich     | |
| Distrito Militar VIII (Breslau)    | Prusia (Alta Silesia y Baja Silesia), los distritos de Sudetes del Protectorado de Bohemia y Moravia, y el suroeste de Polonia      | Breslau    | |
| Distrito Militar IX (Kassel)       | Prusia (Hesse-Nassau), Turingia y el norte de Hesse                                                                                 | Kassel     | Kassel I, Kassel II, Korbach, Marburg (Lahn), Hersfeld, Siegen, Wetzlar, Fulda, Giessen, Fráncfort del Meno I, Fráncfort del Meno II, Offenbach am Main, Aschaffenburg, Friedberg, Hanau, Weimar, Sangerhausen, Gera, Rudolstadt, Mülhausen, Erfurt, Eisenach, Gotha, y Meiningen |
| Distrito Militar X (Hamburgo)      | Prusia (Schleswig-Holstein y parte de Hannover), Oldemburgo y Schaumburg-Lippe                                                      | Hamburgo   | |
| Distrito Militar XI (Hanover)      | Brunswick, Anhalt, y Prusia (Magdeburgo)                                                                                            | Hanover    | |
| Distrito Militar XII (Wiesbaden)   | Prusia (sur de Renania), Baviera (Palatinado Renano), el sur de Hesse, el Sarre, regiones francesas de Lorena y Nancy, y Luxemburgo | Wiesbaden  | |
| Distrito Militar XIII (Núremberg)  | Norte de Baviera, Bohemia Oriental, y la ciudad húngara de Eger                                                                     | Núremberg  | |
| Distrito Militar XVII (Viena)      | Norte de Austria, Bohemia Meridional, y Moravia Meridional                                                                          | Viena      | |
| Distrito Militar XVIII (Salzburgo) | Estiria, Carintia, Tirol, y Eslovenia Septentrional                                                                                 | Salzburgo  | |

Fueron establecidos los Wehrkreise XX y XXI para el control de Danzig y Posen: las regiones que eran parte del Imperio alemán antes de la II Guerra Mundial, que fueron concedidas a Polonia en 1918, y fueron anexionadas por Alemania después de la conquista de Polonia en 1939.
| Distrito militar             | Área | Sede   |
| ---------------------------- | --- | ------ |
| Distrito Militar XX (Danzig) | Polonia (Corredor polaco, Neustadt an der Dosse, Stargard in Pommern, Marienwerder, Graudenz, Bromberg, y Thorn) | Danzig |
| Distrito Militar XXI (Posen) | Polonia (Posen, Lissa, Hohensalza, Leslau, Kalisch, y Litzmannstadt)                                             | Posen  |

Después de la conquista de Polonia fueron establecidos dos Wehrkreise adicionales. El Wehrkreis Gobernación General controlaba el resto de Polonia. El Wehrkreis Böhmen-Mähren controlaba el denominado Protectorado de Bohemia-Moravia: aquellas partes de las tierras checas que no pertenecían a la región de los Sudetes (Sudentenland).